# Kate O'Mara
Kate O'Mara, pseudonimo di Frances Meredith Carroll (Leicester, 10 agosto 1939 – Sussex, 30 marzo 2014), è stata un'attrice britannica.

## Biografia
Figlia di John F. Carroll, istruttore di volo nella Royal Air Force, e dell'attrice Hazel Bainbridge, studiò presso la scuola d'arte, poi diventò attrice. Il suo debutto sul palcoscenico avvenne nel 1963 con Il mercante di Venezia.
Si sposò nel 1961 con Jeremy Young, da cui ebbe due figli, Dickon (deceduto nel 2012 a 48 anni) e Christopher, nato nel 1965, e dato in seguito in adozione alla coppia Derek e Joy Linde. Ha partecipato alla serie britannica Doctor Who nel ruolo di uno dei villain più iconici, La Rani, presente in sei episodi della serie, divisi in due serial, nel 1985 e 1987. L'attrice morì il 30 marzo 2014 di cancro alle ovaie, dopo essere stata ricoverata più volte per una polmonite.

## Filmografia parziale

### Cinema
- Caterina sei grande (Great Catherine), regia di Gordon Flemyng (1968)
- Gli orrori di Frankenstein (The Horror of Frankenstein), regia di Jimmy Sangster (1970)
- Vampiri amanti (The Vampire Lovers), regia di Roy Ward Baker (1970)
- Il seme del tamarindo (The Tamarind Seed), regia di Blake Edwards (1974)

### Televisione
- No Hiding Place – serie TV (1964)
- Gioco pericoloso (Danger Man) – serie TV (1965)
- Court Martial – serie TV (1966)
- Weavers Green – serie TV (1966)
- Welcome to Japan, Mr. Bond, regia di Daniel Davis – film TV (1967)
- Adam Adamant Lives! – serie TV (1967)
- Codename – serie TV (1970)
- Paul Temple – serie TV (1970)
- Attenti a quei due (The Persuaders!) – serie TV, episodio 1x20 (1972)
- Gli invincibili (The Protectors) – serie TV, episodio 2x23 (1974)
- Doctor Who – serie TV (1985-1987)
- Dynasty – serie TV (1986)
- Doctors – serie TV (2008)